# Diocèse de Youngstown
Le diocèse de Youngstown (en latin : dioecesis Youngstoniensis ; en anglais : diocese of Youngstown) est une Église particulière de l'Église catholique aux États-Unis. Son siège est à Youngstown (Ohio) ; il est suffragant de l'archidiocèse de Cincinnati.

## Histoire
Le diocèse de Youngstown est érigé le 15 mai 1943, par détachement de celui de Cleveland.

## Évêques
- 2 juin 1943 - † 16 novembre 1952 : James McFadden (James Augustine McFadden)
- 16 novembre 1952 - † 16 mars 1968 : Emmet Walsh (Emmet Michaël Walsh)
- 2 mai 1968-5 décembre 1995 : James Malone (James William Malone)
- 5 décembre 1995 - 31 mars 2005 : Thomas Tobin (Thomas Joseph Tobin)
- 31 mars 2005 - 30 janvier 2007 : siège vacant
- 30 janvier 2007 - † 5 juin 2020 : George Murry (George Vance Murry), SJ
- Depuis le 17 novembre 2020: David J. Bonnar